# Padež, Zagorje ob Savi
Padež este o localitate din comuna Zagorje ob Savi, Slovenia, cu o populație de 30 de locuitori.